# George Nicholson
George Nicholson, född 7 december 1847 i Ripon, Storbritannien, död 20 september 1908 i Richmond, London, var en brittisk botaniker.
Auktorsnamnet G.Nicholson kan användas för George Nicholson i samband med ett vetenskapligt namn inom botaniken; se Wikipediaartiklar som länkar till auktorsnamnet.